# Confederación Unitaria de Trabajadores del Perú
La Central Unitaria de Trabajadores del Perú (CUT) es una central sindical nacional de Perú. Fue fundada en 1992 y tiene una membresía de 300.000.
ICTUR informa que la CUT estaba activa en el movimiento que llevó a Alberto Fujimori a dejar su cargo en 2000.
La CUT está afiliada a la Confederación Sindical Internacional.

## Fuente
- ICTUR. Trade Unions of the World (6.ª ed.) (2005). Londres, RU: John Harper Publishing. ISBN 0-9543811-5-7.

- Datos: Q2944734